# Loison-sous-Lens
Loison-sous-Lens ist eine französische Kleinstadt mit 5202 Einwohnern (Stand: 1. Januar 2022) im Département Pas-de-Calais in der Region Hauts-de-France. Sie gehört zum Arrondissement Lens, zum Kanton Lens und zum Gemeindeverband Lens-Liévin.

## Geographie
Die Kleinstadt Loison-sous-Lens liegt im Nordfranzösischen Kohlerevier und als banlieue etwa zwei Kilometer östlich von Lens. Nachbargemeinden von Loison-sous-Lens sind Annay im Nordosten, |Harnes im Osten, Noyelles-sous-Lens im Südosten, Sallaumines im Südwesten, Lens im Westen und Vendin-le-Vieil im Nordwesten. Begrenzt wird Loison-sous-Lens im Westen von der Autoroute A21 und im Süden vom Canal de Lens. An die lange Steinkohlebergbau-Tradition erinnern noch heute die ehemaligen Bergarbeitersiedlungen Cité de Hollandaise und  Cité du Nr. 8 sowie Reste von Abraumhalden.
| Jahr                       | 1962 | 1968 | 1975 | 1982 | 1990 | 1999 | 2006 | 2016 | 2022 |
| Einwohner                  | 5099 | 5223 | 4802 | 5022 | 5688 | 5579 | 5544 | 5417 | 5202 |
| Quellen: Cassini und INSEE |      |      |      |      |      |      |      |      |      |

## Kultur und Sehenswürdigkeiten

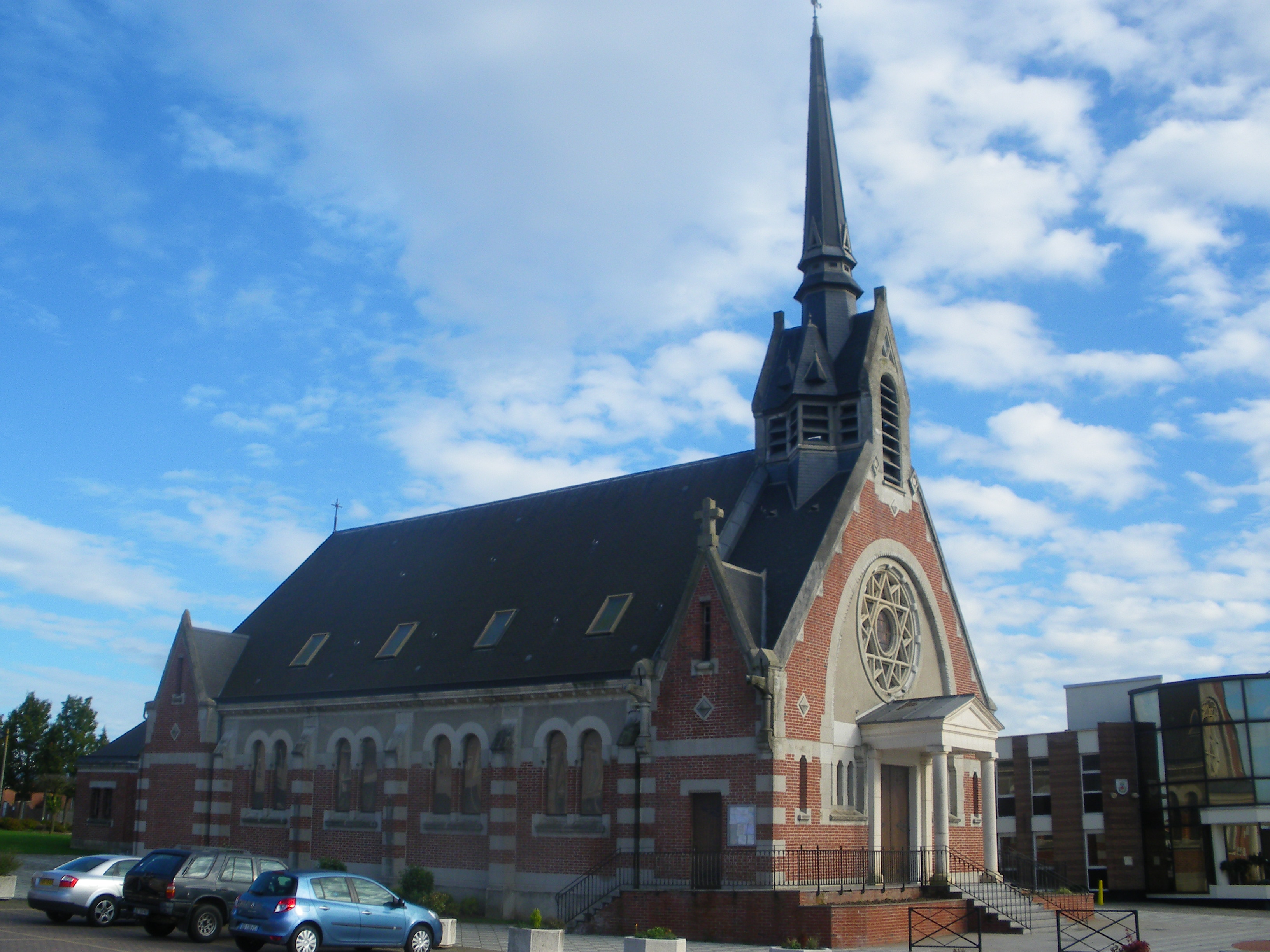
Kirche Saint-Vaast
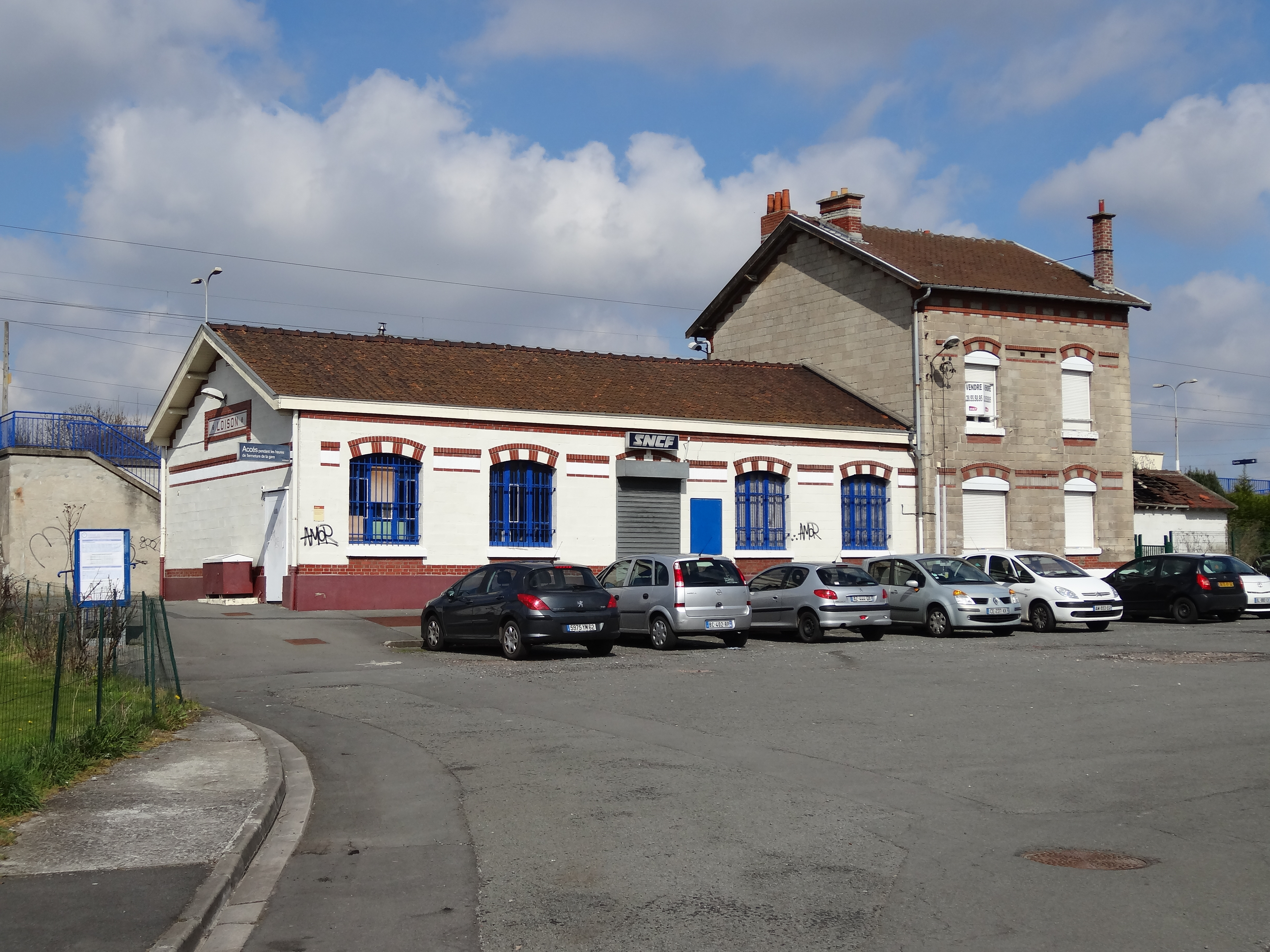
Bahnhof
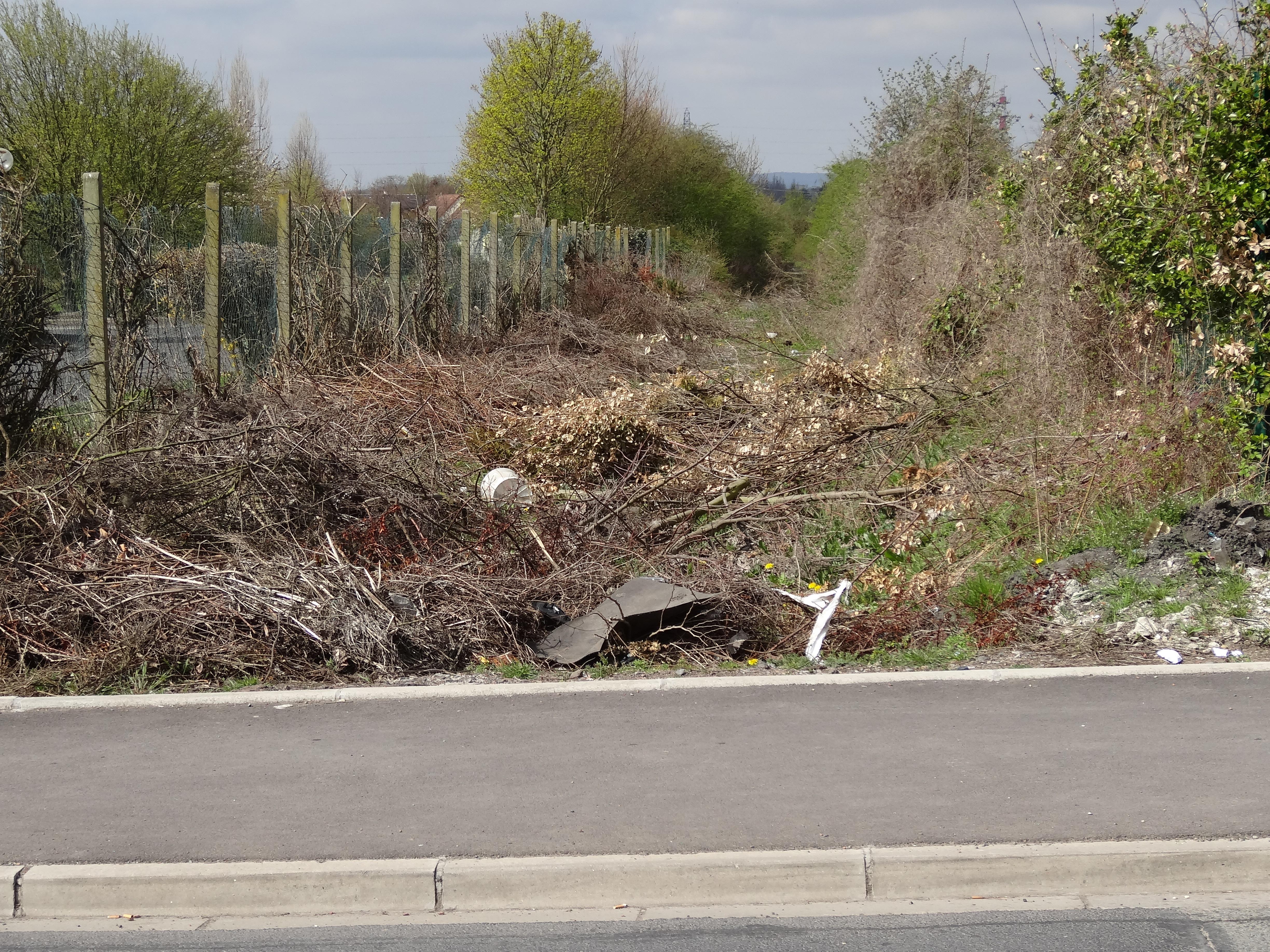
Reste der Abraumhalde Nr. 206

- Soldatenfriedhof

- Kirche Saint-Vaast
- Bahnhof
- Reste der Abraumhalde Nr. 206

## Persönlichkeiten
- François Bourbotte (1913–1972), Fußballspieler